# Othniel Looker

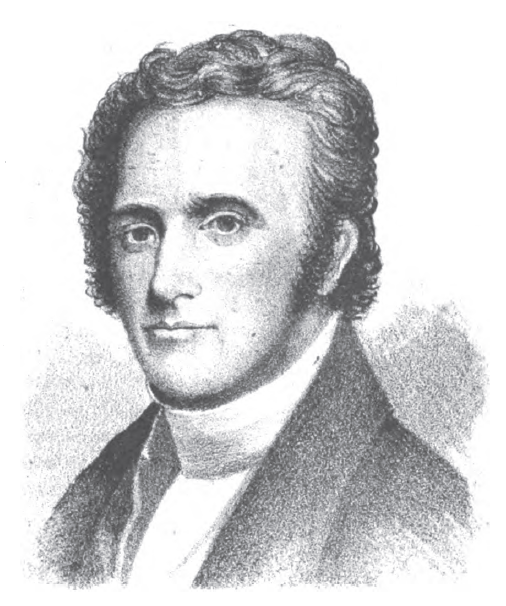
Othniel Looker

Othniel Looker (* 4. Oktober 1757 in Long Island, Provinz New York; † 23. Juli 1845 in Palestine, Illinois) war ein US-amerikanischer Politiker und im Jahr 1814 der fünfte Gouverneur des Bundesstaates Ohio.

## Frühe Jahre und politischer Aufstieg
Nach dem Tod seines Vaters zog Looker zusammen mit seiner Mutter nach Hanover in New Jersey. Bei Ausbruch des Unabhängigkeitskrieges trat er in die Miliz dieses Staates ein und kämpfte als einfacher Soldat in deren Reihen während des gesamten Krieges. Nach dem Krieg war er in den Staaten Vermont und New York als Lehrer tätig.
Lookers politischer Aufstieg begann im Staat New York. Dort war er zwischen 1803 und 1804 Mitglied des Staatsparlaments. Nachdem er für seinen Einsatz während des Krieges in Ohio eine Landschenkung der Regierung erhalten hatte, zog er nach Harrison im Hamilton County. Dort setzte er seine politische Laufbahn als Mitglied der Demokratisch-Republikanischen Partei fort. Er war zwischen 1807 und 1810 Abgeordneter im Repräsentantenhaus von Ohio und von 1810 bis 1817 Mitglied des Staatssenats. Zwischenzeitlich war er auch Präsident dieser Kammer.

## Gouverneur von Ohio
Als der amtierende Gouverneur Return J. Meigs Jr. im März 1814 von seinem Amt zurücktrat, um Postminister der Vereinigten Staaten zu werden, musste Looker als Senatspräsident verfassungsgemäß das Amt des Gouverneurs übernehmen. Insgesamt war er nur neun Monate bis zum 8. Dezember 1814 im Amt. Bemerkenswert ist aus jenen Tagen vor allem ein Indianerfeldzug zur Sicherung der Gebiete entlang des Lake Michigan vor Indianerangriffen.
Looker bemühte sich vergeblich um seine Wiederwahl in das Amt des Gouverneurs. Bis 1817 blieb er noch Mitglied des Staatssenats. Zwischen 1817 und 1824 war er Mitglied eines Berufungsgerichts. Nach dem Tod seiner Frau zog er dann nach Palestine in Illinois zu seiner Tochter Rachel Kitchell. Dort ist er 1845 auch verstorben. Othniel Looker war mit Pamela Clark verheiratet, mit der er neun Kinder hatte.